# João Victor (Fußballspieler, 1998)
João Victor da Silva Marcelino (* 17. Juli 1998 in Bauru) ist ein brasilianischer Fußballspieler, der aktuell bei CR Vasco da Gama unter Vertrag steht.

## Karriere
João Victor begann seine fußballerische Karriere beim EC Noroeste in Brasilien. Im Jahr 2014 wechselte er in die Jugend des Botafogo FC. Im Januar 2016 unterschrieb er bei Atlético Mineiro, wo er zwei Jahre lang in der Jugend spielte. Im Januar 2018 wechselte er schließlich zu Corinthians São Paulo. Dort stand er in der Saison 2019 bereits einige Male im Kader des erstklassigen Profiteams. Im Januar 2020 wurde er für fünf Monate an AA Internacional verliehen. Dort kam er neunmal in der Staatsmeisterschaft von São Paulo zum Einsatz, spielte jedoch nicht in der Liga, da diese aufgrund der COVID-19-Pandemie erst im August 2020 beginnen sollte. Nach seiner Rückkehr wurde João Victor an den Erstligisten Atlético Goianiense verliehen. Dort debütierte er Ende August (6. Spieltag) nach später Einwechslung gegen den Ceará SC in der Série A im Profibereich. Während seiner Leihe war er gesetzt und bestritt 27 Erstligaspiele und fünf Pokalspiele. Zudem kam er in der Staatsmeisterschaft von Goiás zum Einsatz, welche er mit dem Verein gewinnen konnte. Nach seiner Rückkehr war er auch bei Corinthians Stammspieler und kam in der Liga in 36 von 38 möglichen Spielen zum Zug. Zudem spielte er in der Staatsmeisterschaft, im Pokal und in der Copa Sudamericana, wo er mit seinem Klub schon in der Gruppenphase ausschied. Nachdem man sich für die Folgesaison für die Copa Libertadores qualifizieren konnte, debütierte João Victor dort am ersten Spieltag bei einer 0:2-Niederlage gegen den Club Always Ready im höchsten südamerikanischen Wettbewerb. Auch in der Liga war er bis zum Sommer Stammspieler und spielte siebenmal, wozu sechs internationale Spiele und 13 Staatsmeisterschaftsspiel hinzukamen.
Im Sommer 2022 wechselte er für knapp zehn Millionen Euro nach Portugal zum Erstligisten Benfica Lissabon. Nachdem er dort bis Mitte Januar allerdings weder in der Liga noch in der Champions League zum Einsatz gekommen war und nur einmal im Pokal und zweimal im Ligapokal eingesetzt wurden war, wurde er für den Rest der Saison 2022/23 an den französischen Erstligisten FC Nantes verliehen.
Am 1. Februar 2023 (21. Spieltag) spielte er dort das erste Mal in Europa in der Ligue 1 bei einer 0:2-Niederlage gegen Olympique Marseille über 90 Minuten. Insgesamt bestritt er dort 13 von 19 möglichen Ligaspielen und drei Pokalspiele.
Zur Saison 2023/24 kehrte er in den Kader von Lissabon zurück. Nachdem er dort bis zum Ende des Jahres 2023 erneut nur zu zwei Kurzeinsätzen gekommen war, wechselte er zum 1. Januar 2024 zurück nach Brasilien zu CR Vasco da Gama.

## Erfolge
Atlético Goianiense
- Staatsmeister von Goiás: 2020